# Rhinosimus ceylonicus
Rhinosimus ceylonicus es una especie de coleóptero de la familia Salpingidae.

## Distribución geográfica
Habita en Sri Lanka.